# مارغريت كاردويل
كانت مارغريت كاردويل قارئة للغة الإنجليزية في جامعة الملكة في بلفاست، وهي متخصصة في أعمال تشارلز ديكنز. فازت بجائزة الأكاديمية البريطانية روز ماري كراوشي في عام 1994.

## حياته
ولدت مارغريت كاردويل في بلاكبول. التحقت بمدرسة فليتوود للقواعد وقراءة اللغة الإنجليزية في جامعة ليدز، حيث حصلت على درجة الدرجة الأولى. درست في بلاكبول، ثم انضمت إلى كلية ويستفيلد في لندن للحصول على درجة الماجستير. وفي عام 1969، حصلت على شهادة الدكتوراه من كلية بيدفورد لندن، بينما كانت تعمل أيضا في كلية معهد فروبيل في روهامبتون.
انضمت كاردويل إلى جامعة الملكة في بلفاست في قسم اللغة الإنجليزية في عام 1967، حيث بقيت حتى تقاعدها في عام 1987. توفيت في عام 2011 في سومرست. 

## أعمالِه
كان لكاردويل ارتباط طويل مع مطبعة جامعة أكسفورد. كما قامت بتحرير طبعات كلارندون لغز إدوين دروود (1972) بقلم تشارلز ديكنز، ومارتن تشوزلويت (1982)، وامال عظيمة (1993)، والتي فازت في آخرها بجائزة روز ماري كراوشي. 
إدوين درود، الشهير، هي رواية ديكنز غير المكتملة، وطبعة كاردويل اشتهر بترميمه العبارات المتغطرسة والاستخدام الحكيم للقراءات المختلفة، فضلا عن السجل الأكثر شمولا لتطور الكتاب. أظهر كاردويل الصلات بين أوليفر تويست ودرود، وتتبع في الواقع التغيير في تركيز ديكنز من شخصيات روزا وإدوين إلى جيسبر.
واعتبرت طبعتها لمارتن شوزلويت نهائية. واستنادًا إلى نص ديكنز عام 1844، فقد اختارت ببراعة التعديلات، واستعادت الترجمات الأكثر ترجيحًا لمصطلحات ديكنز التي تحتوي على أخطاء إملائية أو أخطاء مطبوعة في التعبير. وبما أن ستة عشر من تسعة عشر من الأقواس الشهرية المطبوعة في العمل لم تكن لديها البراهنات، فقد واجهت تعقيداً في تحديد الاختلافات من المخطوطة إلى الطبعة الأولى، وتعاملت بحكمة مع استخراج الشكل النهائي المشروح على النحو المناسب.
درست كاردويل تطور التوقعات العظيمة أيضا، كجزء من طبعتها الحائزة على جوائز في عام 1993. وأظهرت كيف ظهرت النسخة الأولى من الرواية في الولايات المتحدة، في مجلة هاربر الأسبوعية (والتي يمكن اعتبارها وفقا لذلك الطبعة الأولى) ولكن حدثت تعديلات أخرى من قبل ديكنز (على سبيل المثال، انقطاع كبير في الفصل الثالث من النسخة الأمريكية). ومع ذلك، فإن اختيارها لطبعة 1861 من الرواية كنص نسخة للطبعة النهائية قد انتقد لقبول عدة مئات من القراءات كمؤلفين.